# Cyprus op het Eurovisiesongfestival 2024

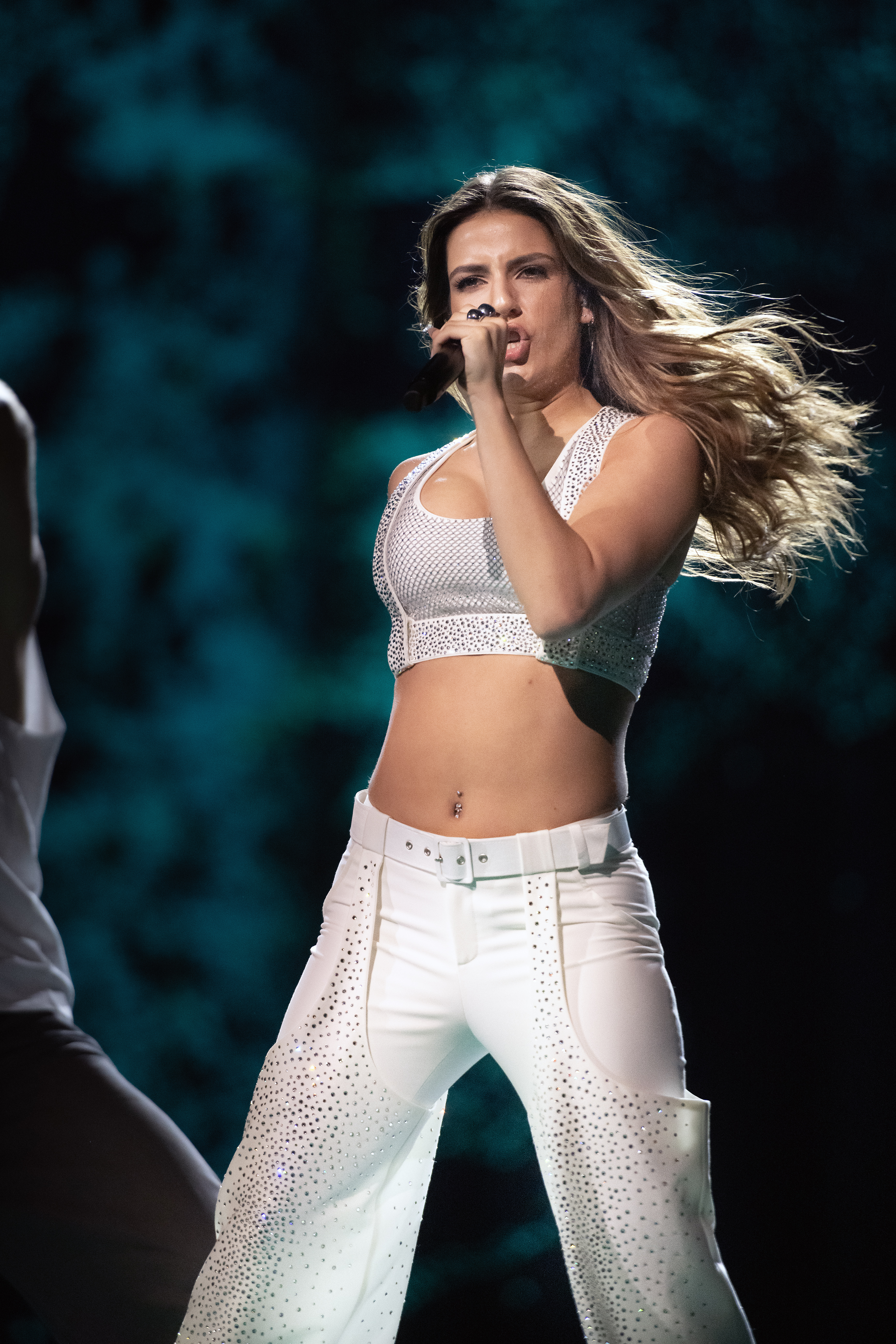
Silia Kapsis tijdens de repetities in Malmö.

Cyprus nam deel aan het Eurovisiesongfestival 2024 in Malmö, in het Zweden. Het was de 40ste deelname van het land aan het Eurovisiesongfestival. CyBC was verantwoordelijk voor de Cypriotische bijdrage voor de editie van 2024.

## Achtergrond
De Cypriotische omroep CyBC had aanvankelijk de intentie om het vijfde seizoen van de Griekse talentenjacht Fame Story te gebruiken om zijn inzending voor het Eurovisiesongfestival 2024 te selecteren. De show, gefilmd in de Star Channel-studio's in Griekenland, zou worden uitgezonden op CyBC in Cyprus. Echter, eind juli 2023 diende de Griekse publieke omroep Hellenic Broadcasting Corporation (ERT), de exclusieve eigenaar van de rechten op Eurovisie-evenementen in Griekenland, een klacht in bij de European Broadcasting Union (EBU). Ze beweerden dat de Cypriotische nationale finale, die via een andere omroep in Griekenland zou worden uitgezonden, een schending zou zijn van de regels van het Eurovisiesongfestival.
Begin augustus 2023 werd gemeld dat de EBU de regels van de wedstrijd had gewijzigd op verzoek van ERT. Hierbij werd gespecificeerd dat "elke nationale selectie van een vertegenwoordiger voor het Eurovisiesongfestival moet worden uitgevoerd en georganiseerd onder de exclusieve controle van elke deelnemende omroep" en dat "de organisatie en productie niet mogen worden uitbesteed, behalve met de voorafgaande goedkeuring van de EBU".
Hierop besloot de Cypriotische omroep om een interne selectie op te zetten.

### Interne selectie
Op 25 september 2023 werd bekendgemaakt dat Silia Kapsis Cyprus ging vertegenwoordigen op het Eurovisiesongfestival in Malmö. Silia is een zangeres van Cypriotische en Griekse afkomst, geboren en getogen in Sydney, Australië. Het lied Liar waarmee Kapsis naar Malmö trekt werd op 8 januari bekendgemaakt. Het nummer is geschreven door Dimitris Kontopoulos en de Nederlandse Elke Tiel. Het lied ‘Liar’ werd in 2023 ingezonden voor de Griekse interne selectie door Melissa Mantzoukis, maar eindigde daar als tweede. Aangezien het nummer niet werd uitgebracht kon het dit jaar opnieuw worden ingezonden, voor een ander land, met een andere zangeres en een iets andere productie.

## In Malmö
Cyprus opende de eerste halve finale op 7 mei 2024. Cyprus bleek bij de 10 populairste landen te zijn, en stootte dusdanig door naar de grote finale op 11 mei 2024. Daar trad de zangers op als 20ste land, na Armenië en voor Zwitserland. Het land eindigde op de 15de plaats met 78 punten.
1981 · 1982 · 1983 · 1984 · 1985 · 1986 · 1987 · 1988 · 1989 · 1990 · 1991 · 1992 · 1993 · 1994 · 1995 · 1996 · 1997 · 1998 · 1999 · 2000 · 2001 · 2002 · 2003 · 2004 · 2005 · 2006 · 2007 · 2008 · 2009 · 2010 · 2011 · 2012 · 2013 · 2014 · 2015 · 2016 · 2017 · 2018 · 2019 · 2020 · 2021 · 2022 · 2023 · 2024 · 2025
Albanië · Armenië · Australië · Azerbeidzjan · België · Cyprus · Denemarken · Duitsland · Estland · Finland · Frankrijk · Georgië · Griekenland · Ierland · IJsland · Israël · Italië · Kroatië · Letland · Litouwen · Luxemburg · Malta · Moldavië · Nederland · Noorwegen · Oekraïne · Oostenrijk · Polen · Portugal · San Marino · Servië · Slovenië · Spanje · Tsjechië · Verenigd Koninkrijk · Zweden · Zwitserland